# ZWCAD
ZWCAD es una aplicación informática de diseño asistido por ordenador (CAD) para diseño y dibujo técnico en 2D y 3D, desarrollado por la empresa ZWCAD SOFTWARE CO., LTD,  una corporación de la República de China con sede en Guangzhou, China. Actualmente este sistema cuenta con más de 900,000 usuarios en todo el mundo, incluyendo corporaciones internacionales de prestigio como Honda, Alstom, Siemens, Philips, Ericsson, Panasonic, Colgate, Bosch, INECO y otros.
ZWCAD es un programa de diseño CAD capaz de trabajar con el formato DWG, compatible con los dibujos y plantillas de Autocad₢ y con un precio más interesante
El programa se encuentra disponible en los siguientes idiomas: inglés, polaco, checo, español, alemán, coreano, italiano, ruso, chino (simplificado y tradicional), turco, húngaro, francés y portugués.
La mayor parte de los iconos de ZWCAD y los comandos son muy parecidos a la aplicación AutoCAD. lo que hace que el costo de reaprendizaje y adaptación a esta herramienta sea muy baja. Además con cada nueva versión se incorporaron nuevos comandos y utilidades interesantes. 
La primera versión de ZWCAD, la 1.0, fue lanzada en 2002, funcionado mediante IntelliCAD. ZWCAD SOFTWARE CO., LTD, es un miembro del Consorcio Tecnológico de IntelliCAD.
Más información y acceso a descargas en: https://www.zwcadspain.com
Videos en español: https://www.youtube.com/user/ZwSpain
Videos corporativos y en inglés:https://www.youtube.com/user/ZWSOFT

## Productos disponibles

### ZWCAD Professional
La versión más popular del programa, incluye herramientas tanto en 2D como en 3D, y permite complementos de terceros 

### ZWCAD Standard
Versión con comandos para 2D, no permite complementos de terceros

### ZWCAD Architecture
ZWCAD Architecture se basa en ZWCAD Profesional y está orientado al diseño arquitectónico o de edificación. Es capaz de crear y modificar automáticamente elevaciones y secciones. La versión Architecture de la aplicación informática ayuda a agilizar el proceso de diseño de edificación y ahorra mucho más tiempo.
ZWCAD Arquitectura proporciona una biblioteca completa y personalizable de patrones de sombreado así como una biblioteca de bloques. La biblioteca de bloques incluye arquitectura, estructura, cubiertas y otros tipos de bloques, que se utilizan con frecuencia en el diseño arquitectónico.
http://www.zwspain.com/zwcad/zw-architecture/

### ZWCAD Mechanical
ZWCAD Mechanical se basa en ZWCAD Profesional y es un producto especializado en diseño 2D mecánico.
ZWCAD Mechanical soporta normas ISO, ANSI, DIN, JIS, y entornos de redacción GB, permitiendo a los diseñadores mantener una forma común de comunicación. La herramienta de Sincronización de Normas asegura que el equipo de la red de área local (LAN) pueda utilizar las normas uniformes y actualizadas.
https://www.youtube.com/watch?v=95eyTT5PcEU

### ZWCAD Viewer
ZWCAD Viewer, es un visualizador gratuito de archivos DWG. ZWCAD Viewer permite realizar mediciones en los planos. También permite la impresión de los mismos.
https://faizanpc.com/zwcad-viewer/ Archivado el 14 de agosto de 2020 en Wayback Machine.

### CAD Pockets
Es la solución para dispositivos móviles.Para aquellos usuarios que no siempre están en la oficina, la aplicación CAD Pockets para dispositivos iOS y Android funciona perfectamente con ZWCAD y ofrece una potente solución móvil para compartir datos de proyectos con clientes y miembros del equipo.
CAD Pockets permite no sólo la visualización, sino también la realización de anotaciones y ediciones sencillas de los planos

## Licenciamiento
ZWCAD ofrece una licencia comercial de pago
Frente a la tendencia actual del mercado de ofrecer sólo licencias de suscripción, ZWCAD continúa ofreciendo licencias perpetuas o permanentes, lo que evita a los usuarios tener que pagar una cuota anual obligatoria.
Según la política amigable y flexible de licenciamiento de ZWSoft, las actualizaciones a las siguientes versiones no son obligatorias y sólo se paga si se actualiza, no hay penalización por saltar varias versiones.
Esta flexibilidad permite a los clientes planificar y ajustar la inversión de la compañía en software y mantenimiento, permitiendo optimizar el coste total de propiedad de las licencias adquiridas.

## Características[8]

### Perfecta compatibilidad con otros CAD
Compatiblilidad con formatos DWG, DXF, DWT, DGN, PDF, JPEG, PNG.

### Cero costo de reaprendizaje y facilidad de uso
Interfaz familiar y comandos similares que evitan el costo de reaprendizaje.

### Programación
Con ZWCAD es posible la creación de nuevas aplicaciones en los siguientes lenguajes de programación:
- Autolisp - Una adaptación del LISP para AutoCAD.
- VBA - Programación en Visual Basic para Aplicaciones.
- ZRX - Permite crear nuevas funcionalidades en lenguaje C++.

### Formatos de archivo
ZWCAD trabaja en formato nativo con archivos .dwg 
es compatible con archivos .dxf .dwf, .dwfx, .dng, .pdf, .png, .jpg
Con  ZWCAD se puede insertar imágenes de mapas de bits en diversos formatos de imagen, tales como BMP, TIFF, GIF, JPG, JP2, PCX, TARGA y ECW.

### Multi - Plataforma
Opera en los sistemas operativos más utilizados como: Windows (32, 64 bits), la versión Viewer está disponible para Mac y Linux.

### Herramientas de diseño eficientes
Referencias externas, bloques dinámicos, sombreado, empalme, chaflán, polilínea, escala, órbita, publicar pdf, dwf underlay, pdf underlay, aplicaciones de terceros.
Al disponer de Directriz Multiple (MLeaders) permite adjuntar anotaciones a múltiples líneas de indicación. Puedes agregar una línea de indicación a un objeto multileader o eliminar una línea de indicación del mismo con gran facilidad.
SmartVoice permite añadir anotaciones de voz a los dibujos.
SmartMouse permite asociar gestos del ratón a comandos del programa 
SmartSelect permite filtrar y seleccionar entidades del dibujos de manera intuitiva y rápida

## Historia corporativa
| Evento clave                                                                                    |
| ----------------------------------------------------------------------------------------------- |
| Lanzamiento de ZWCAD 1.0                                                                        |
| Inició negocios en el extranjero                                                                |
| Lanzamiento de ZWCAD 2010                                                                       |
| 2012 Conferencia de Socios Globales                                                             |
| 2013 Conferencia de Socios Globales                                                             |
| Lanzamiento de ZWCAD Pockets                                                                    |
| Lanzamiento de ZWCAD Mechanical 2015                                                            |
| 2015 Conferencia de Socios Globales                                                             |
| Lanzamiento de ZWCAD Classic                                                                    |
| Contó con más de 550,000 usuarios                                                               |
| Lanzado un programa gratuito, ZWCAD Viewer                                                      |
| 2017 Conferencia de Socios Globales                                                             |
| Lanzamiento de ZWCAD 2017 SP3                                                                   |
| Lanzamiento de ZWCAD 2018 Beta                                                                  |
| Lanzamiento de ZWCAD 2018                                                                       |
| Lanzamiento de ZWCAD 2019                                                                       |
| ZWsoft cumple 20 años                                                                           |
| ZWorld, la conferencia mundial para socios y clientes, se celebra en marzo de 2019 en Guangzhou |

## Historia de Versiones

### ZWCAD Classic
ZWCAD Classic fue lanzado para celebrar el 15 cumpleaños de ZWCAD y recompensar a todos los clientes y usuarios por su apoyo en los últimos años.

### ZWCAD 2017
Con esta versión se reprograma el núcleo de la aplicación dando el salto al sistema multiplataforma, que en este primer momento posibilita la existencia de versiones de 32 y 64 bits para windows.

### ZWCAD 2018
ZWCAD 2018 está impulsado por un motor de dibujo que asegura compatibilidad con .dwg y con capacidades de API. Viene con la nueva interfaz de usuario y mejoras relevantes.

### ZWCAD 2019
ZWCAD 2019. Versión más rápida y estable hasta el momento. Incorpora mejoras relevantes como pdf Underlay o DWFx underlay.